# ريك (برمجية)
ريك (بالإنجليزية: Rake) هو برنامج لأداة إدارة مهام البرامج أخرى حيث يقوم بتحديد مهام ووصف تبعيات فضلا عن جمع المهام في مساحة اسم.
وهو شبيه لبرنامج SCons وصنع، ولكنه يختلف عنهم بعض الشئ. فالأداة مكتوبة بـ لغة برمجة روبي، وRakefiles (ما يعادل Makefiles في صنع) تستخدم بناء جملة روبي. وقد أُنشأ من قبل جيم يريتش.
يستخدم Rake كتل وظيفة روبي المجهولة لتحديد المهام المختلفة، مما يتيح استخدام بناء جملة روبي. كما لديه مكتبة من المهام المشتركة : على سبيل المثال، وظائف للقيام بمهام تناول الملفات المشتركة ومكتبة لإزالة الملفات المترجمة (مهمة "clean"). ومثل صنع، يمكن أيضا لـ Rake تأليف المهام استنادا إلى الأنماط (على سبيل المثال، بناء مهمة تجميع ملف تلقائيا على أساس اسم ملف النمط). وRake الآن جزء من المكتبة القياسية بدأ من إصدار روبي 1.9.

## مثال
أدناه هو مثال لنص Rake بسيط لبناء سي ببرنامج HelloWorld.
```
  
file
 
'hello.o'
 
=>
 
[
'hello.c'
]
 
do

    
sh
 
'cc -c -o hello.o hello.c'

  
end

  
file
 
'hello'
 
=>
 
[
'hello.o'
]
 
do

    
sh
 
'cc -o hello hello.o'

  
end

```

وفيما يلي مثال على وصفة بسيطة لـ Rake:
```
namespace
 
:cake
 
do

  
desc
 
'make pancakes'

  
task
 
:pancake
 
=>
 
[
:flour
,
:milk
,
:egg
,
:baking_powder
]
 
do

     
puts
 
"sizzle"

  
end

  
task
 
:butter
 
do

    
puts
 
"cut 3 tablespoons of butter into tiny squares"

  
end

  
task
 
:flour
 
=>
 
:butter
 
do

    
puts
 
"use hands to knead butter squares into 1 1/2 cup flour"

  
end

  
task
 
:milk
 
do

    
puts
 
"add 1 1/4 cup milk"

  
end

  
task
 
:egg
 
do

   
puts
 
" 1 egg "

  
end

  
task
 
:baking_powder
 
do

   
puts
 
" 3 1/2 teaspoons baking powder"

  
end

end

```

## وصلات خارجية
- ريك على موقع Free Software Directory (الإنجليزية)
- (بالإنجليزية) Rake documentation نسخة محفوظة 20 يونيو 2008 على موقع واي باك مشين.
- (بالإنجليزية) RubyForge project page for Rake نسخة محفوظة 20 يونيو 2008 على موقع واي باك مشين.
- (بالإنجليزية) Using the Rake build language by مارتن فاولر
- (بالإنجليزية) Ruby on Rails Rake tutorial at railsenvy.com
- (بالإنجليزية) Custom Rake Tasks at railscasts.com
- (بالإنجليزية) Rake Tutorial at lukaszwrobel.pl

قالب:Ruby programming language